# Comuna de Zagórz
Zagórz (polaco: Gmina Zagórz) é uma gminy (comuna) na Polónia, na voivodia de Subcarpácia e no condado de Sanocki. A sede do condado é a cidade de Zagórz.
De acordo com os censos de 2004, a comuna tem 12658 habitantes, com uma densidade 79,1 hab/km².

## Área
Estende-se por uma área de 160,05 km², incluindo:
- área agricola: 45%
- área florestal: 44%

## Demografia
Dados de 30 de Junho 2004:
|                      | Total   | Total | Mulheres | Mulheres | Homens  | Homens |
| -------------------- | ------- | ----- | -------- | -------- | ------- | ------ |
|                      | pessoas | %     | pessoas  | %        | pessoas | %      |
| População            | 12 658  | 100   | 6408     | 50,6     | 6250    | 49,4   |
| Densidade (pop./km²) | 79,1    | 100   | 40       | 40       | 39,1    | 39,1   |

De acordo com dados de 2002, o rendimento médio per capita ascendia a 1344,59 zł.

## Subdivisões
- Czaszyn
- Łukowe
- Mokre
- Morochów
- Olchowa
- Poraż
- Tarnawa Dolna
- Tarnawa Górna
- Średnie Wielkie
- Zahutyń
- Kalnica

## Comunas vizinhas
- Baligród, Bukowsko, Komańcza, Lesko, Sanok, Sanok